# Eduarda Lapa

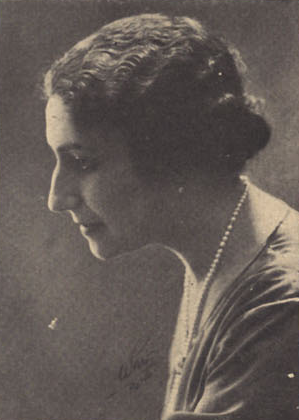
Eduarda Lapa, ca. 1929

Maria Eduarda Lapa de Sousa Caldeira, bekannt kurz als Eduarda Lapa (* 15. Oktober 1895 in Trancoso; † 9. September 1976 in Lissabon), war eine portugiesische Malerin.
Sie malte in Öl- und Pastellfarben oder Zeichnungen und war spezialisiert auf naturalistische Malerei, insbesondere auf die Darstellung von Blumen und Stillleben. Sie wurde als „Malerin der Blumen“ und „Botschafterin der Farben“ bezeichnet und gehörte zu den von den portugiesischen Kritikern am meisten geschätzten Malerinnen ihrer Zeit.
Lapa war aktives Mitglied der Sociedade Nacional de Belas Artes, der portugiesischen nationalen Gesellschaft der Schönen Künste, und die erste Frau, die in deren Vorstand saß. Sie war Mitglied des Ordens des heiligen Jakob vom Schwert in der Klasse Offizier.

## Leben
Lapa wurde als Tochter von Ernesto Coutinho de Vilhena de Sousa Caldeira und Laura de Almeida Lapa geboren und entstammte einer bürgerlichen Familie aus Guarda. Als sie nur wenige Jahre alt war, zog sie mit ihren Eltern nach Coimbra, wo sie die Escola Secundária José Falcão und das Colégio Português besuchte und ihr Interesse für die Kunst entwickelte.
Später zog sie mit einem Empfehlungsschreiben von Joaquim Martins de Carvalho, einem bekannten Journalisten, nach Porto, wo sie als Schülerin in das Atelier des Malers Artur Loureiro aufgenommen wurde. Kurz darauf, 1922, zog sie erneut um, diesmal nach Lissabon, wo sie Schülerin der Malerin Emília dos Santos Braga, einer Schülerin von José Malhoa, die ihr Interesse an der Figuren-Malerei und an Stillleben förderte, und von Armando de Lucena wurde. Bei letzterem studierte sie im Jardim da Estrela Freiluftmalerei und wurde in den Naturalismus eingeführt.
Lapa veranstaltete zahlreiche Gruppen- und Einzelausstellungen, die nicht nur das Interesse des Publikums, sondern auch das der damaligen Zeitschriften und Magazine weckten, die mit großem Eifer über ihr malerisches Schaffen berichteten und sie als „Malerin der Blumen“ bezeichneten. Besonders hervorzuheben sind die Ausstellungen im Saal des Rathauses von Trancoso (1917), im Saal des Rathauses von Coimbra, im Sall „O Primeiro de Janeiro“ (1921), in der Sociedade Nacional de Belas Artes (1923, 1924, 1929, 1936, 1943, 1955), im Salão Bobone (1925), im Saal des Nationaltheaters in Lissabon (1927), im Saal der Schreibwarenfabrik Progresso, im Festsaal O Século, im Museu João de Deus, bei der Sociedade de Instrução e Beneficência A Voz do Operário und im Palácio Foz in Lissabon (1952), im Museu Nacional Grão Vasco in Viseu (1924), in der Industrie- und Handelsschule Domingos Sequeira in Leiria (1925), in der Festivalhalle O Primeiro de Janeiro (1925), im Salão Silva Porto (1929, 1954), dem Salão Fantasia und der Sociedade de Belas Artes do Porto. Es gibt Aufzeichnungen über weitere Ausstellungen auf den Azoren, Madeira und in der Galeria Jorge in Rio de Janeiro (1928), wo sie den Namen „Botschafterin der Farben“ erhielt.
1930 beschloss sie, ermutigt von José Malhoa, ihre Studien in Paris fortzusetzen, wo sie in die Académie de la Grande Chaumière, die Académie Ranson, das Atelier von Émile Renard und die Académie Moderne der Maler Henry Royer und Jean Marchand eintrat. Während ihres Aufenthalts in Frankreich freundet sie sich mit den Malern Helena Pereira da Silva Ohashi, Waldemar da Costa, Ryokai Ohashi, Árpád Szenes und Maria Helena Vieira da Silva an, mit  de sie später in Lissabon zusammenarbeiten wird.
Zurück in Lissabon in den 1930er Jahren schuf sie weiterhin naturalistische Gemälde, wobei sie sich nicht nur auf Stillleben und Blumenmotive, sondern auch auf Landschaften, Meereslandschaften und Porträts des ländlichen Lebens konzentrierte, und gab Zeichen- und Malkurse. In einem Interview mit der Zeitung Diário de Lisboa nannte Lapa die Landschaften ihrer Heimatstadt Trancoso in Guarda und die portugiesische Küste, insbesondere zwischen Aveiro und Nazaré als Inspirationsquelle für ihre Bilder.
Im selben Interview äußerte sie, dass es nach ihrer Erfahrung deshalb nicht mehr Künstlerinnen gäbe, weil viele von ihnen geheiratet hätten und ihnen seitens der Familien nicht erlaubt würde, eine Karriere zu verfolgen, und weil es zwar viele Salons für Ausstellungen gäbe, die aber oftmals ohne Grund Künstlerinnen nicht ausstellen würden. Nach der Veröffentlichung wurde sie von Maria Lamas eingeladen, dem Conselho Nacional das Mulheres Portuguesas beizutreten, einer feministischen Organisation, die sich für die sozialen und politischen Rechte der Frauen einsetzte. Sie beteiligte sich an verschiedenen Initiativen des Conselho Nacional und war 1939 Vorsitzende der Sektion Kunst.
1940 war sie eine der treibenden Kräfte bei der Gründung des Museu da Guarda, dem sie einige ihrer Werke stiftete und die Eröffnungsausstellung organisierte.
Zwei Jahre später organisierte sie mit Unterstützung Conselho Nacional das Mulheres Portuguesas die erste Frauenausstellung für bildende Kunst in Portugal in Lissabon und wurde Vollmitglied der portugiesischen nationalen Gesellschaft der Schönen Künste, in deren Vorstand sie als erste Frau einzog.
In den folgenden Jahren organisierte sie die Ausstellung Arte Naturalista Portuguesa (1944), erhielt die Ehrenmedaille der Stadt Lissabon (1944) und die  portugiesische nationale Gesellschaft der Schönen Künste verlieh ihr die 1ª Medalha em pastel (Pastellmalerei, 1943), die 1ª Medalha em óleo (Ölmalerei, 1944), die Ehrenmedaille in Pastellmalerei (1948) und die Ehrenmedaille in Ölmalerei (1954), Sie wurde mit dem Rang eines Offiziers des Orden des heiligen Jakob vom Schwert (2. Juni 1950) ausgezeichnet.
1976 starb Eduarda Lapa im Alter von 80 Jahren an einer Lungenentzündung. Sie ist auf dem Cemitério do Alto de São João begraben.

## Nachleben

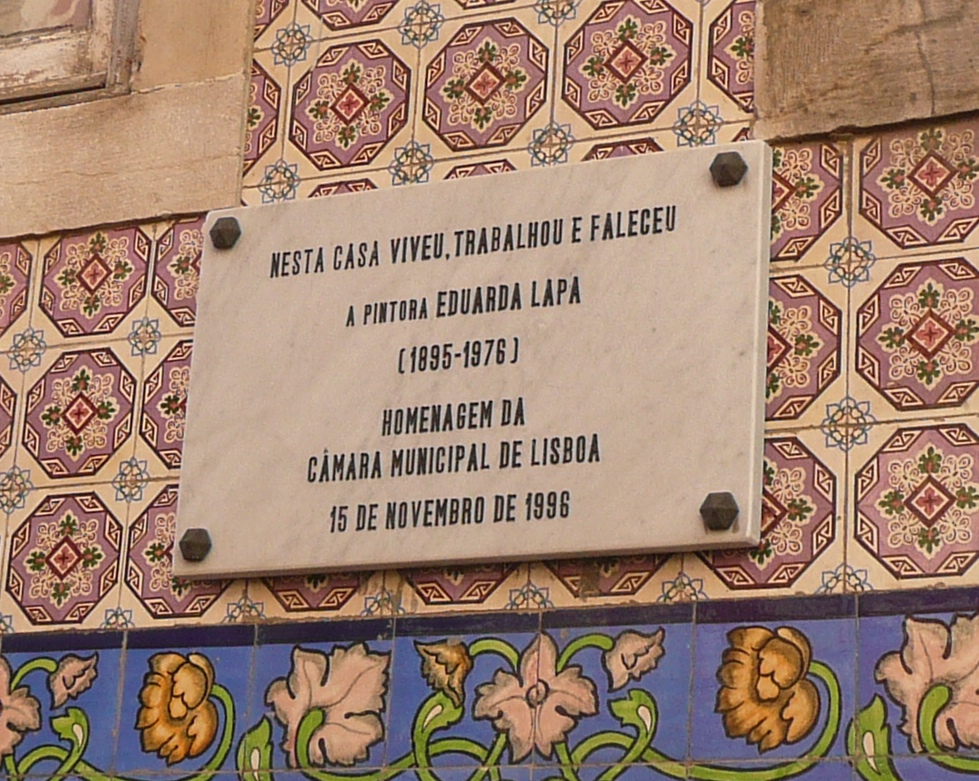
Gedenktafel am Haus in der Rua Capitao Renato Baptista in Lissabon zu Ehren von Eduarda Lapa

Die Stadtverwaltung von Lissabon enthüllte eine Gedenktafel am Haus in der Rua Capitão Renato Baptista, in dem Lapa lebte und starb, und benannte eine Straße in Marvila nach ihr. Auch in den Gemeinden Almada (Charneca de Caparica), Cascais (Gemeinden Cascais und Estoril), Lourinhã, Seixal (Gemeinde Corroios), Sesimbra, Tavira und Trancoso sind Straßen nach ihr benannt.
Lapas Werke sind neben privaten Sammlungen in verschiedenen Museen Portugals vertreten, darunter das Museu da Guarda, das Museu Marítimo de Ílhavo, das Museu de José Malhoa in Caldas da Rainha, das Museu Nacional Grão Vasco in Viseu und das Museu Nacional de Soares dos Reis in Porto. In Lissabon sind es das Museu Nacional de Arte Contemporânea do Chiado, die Fundação Calouste Gulbenkian und die Akademie der Wissenschaften. Zudem besitzen die Kommunen Coimbra, Porto, Matosinhos und Trancoso Werke von ihr.
2007 schenkte Maria Manuela de Almeida Lapa e Passos, die Nichte von Eduarda Lapa, der Kommune von Trancoso weitere rund 70 Gemälde und verschiedene persönliche Gegenstände von Eduarda Lapa für das Kulturzentrum von Trancoso.